# Maniola naubidensis
Maniola naubidensis är en fjärilsart som beskrevs av Nicolas Grigorevich Erschoff 1874. Maniola naubidensis ingår i släktet Maniola och familjen praktfjärilar. Inga underarter finns listade i Catalogue of Life.